# پتوشکی
شهر پتوشکی (به روسی: Петушки) در کشور روسیه و در اوبلاست ولادیمیر واقع شده‌است.